# Identidad ahorro-inversión
Desde el punto de vista macroeconómico, la identidad ahorro-inversión es un principio contable que se cumple en cualquier economía permanezca abierta o cerrada al exterior en ausencia de creación de dinero o deuda estatal. Esta es una identidad o igualdad entre la inversión y el ahorro realizado en un país y observado por tanto a posteriori.

## Comprobación
Para comprobar esta igualdad se parte de la ecuación del PIB desde el punto de vista de la demanda:

{\displaystyle {\text{PIB}}_{pm}=C+G+I+(X-M)\,}

Donde:
{\displaystyle C\,} es el consumo total incluyendo el consumo privado
{\displaystyle I\,} es la inversión pública y privada.
{\displaystyle G\,} es el gasto público en bienes y servicios (consumo público).
{\displaystyle X\,} es el valor de todas las exportaciones.
{\displaystyle M\,} es el valor de todas las importaciones.

### Economía cerrada
En la economía cerrada descrita no existe sector exterior y no existen por tanto ni exportaciones ni importaciones. Por tanto despejando el valor de la inversión en este caso de la ecuación anterior:

{\displaystyle {\text{I}}_{}=PIB-C-G\,}

Por otro lado el ahorro de la economía será igual a la suma del ahorro privado más el ahorro público.
El ahorro privado será el ahorro de las familias: (Se ha supuesto que los beneficios no distribuidos son cero, que no alteran la demostración)

{\displaystyle {\text{A}}_{privado}=PIB+TR-T-C\,}

El ahorro público será:

{\displaystyle {\text{A}}_{publico}=T-TR-G\,}

Donde:
{\displaystyle TR\,} son las transferencias del sector público
{\displaystyle T\,} son los impuestos directos.
El ahorro total quedará:

{\displaystyle {\text{A}}_{total}=(PIB+TR-T-C)+(T-TR-G)=PIB-C-G\,}

que es la misma expresión que resultaba para la inversión. Por tanto en una economía cerrada, la inversión es igual a la suma del ahorro privado y el saldo presupuestario, que según el caso puede ser ahorro (superávit público) o desahorro (déficit público).

### Economía abierta
En una economía abierta parte de los bienes producidos y contabilizados dentro del PIB se dedican a la exportación, además desde el exterior se importarán productos y servicios, esto hace que la disponibilidad de bienes y servicios en el país sea igual a su producción propia (PIB) más las importaciones y por tanto:

{\displaystyle PIB+M=C+I+G+X\,}

Procediendo igual que antes dado que {\displaystyle A=PIB-C}, llegaríamos nuevamente a la identidad básica.